# Valle de San Andrés
Valle de San Andrés es un caserío peruano ubicado en el distrito de Frías, perteneciente a la provincia de Ayabaca del departamento de Piura, al norte del Perú.

## Ubicación
Valle de San Andrés se ubica al sur de la provincia de Ayabaca, en el distrito de Frías, en el departamento de Piura.

## Demografía
En 2017 Valle de San Andrés tenía una población de 146 habitantes.